# Rhynchospora solitaria
Rhynchospora solitaria är en halvgräsart som beskrevs av Roland McMillan Harper. Rhynchospora solitaria ingår i släktet småag, och familjen halvgräs. Inga underarter finns listade i Catalogue of Life.